# 伏阇达
尉迟达（?—?），姓尉迟（又译伏阇），8世纪前半期于阗国王。
尉迟达继承尉迟战为于阗王，毗沙都督府都督。唐朝以于阗国为毗沙都督府，划为十州，以于阗国王为都督。唐玄宗册封他妻子执失氏为于阗王妃，执失氏是突厥人。在位期间，和唐朝中央政府保持和好关系，多次遣使朝贡唐朝。天宝六载（747年）正月，于阗和新罗王金宪英、渤海王大钦茂、龟兹、焉耆、黄头室韦、黑水靺鞨一起遣使来贺正，献方物。死后，尉迟珪嗣位。
| 前任： 尉迟战 | 于阗国王 730年代左右 | 繼任： 尉迟珪 |